# فيكتور تشان
فيكتور تشان هو كاتب كندي، ولد في 1945 في هونغ كونغ في الصين.